# Franziska Stading
Sofia Franziska (eller Francisca) Stading, född  omkring 1763 i Berlin, död  8 februari 1836 i Dresden, var en av den gustavianska tidens skådespelerskor och solister i Sverige. Hon utnämndes till hovsångerska 1788.

## Biografi och karriär
Stading föddes i Berlin i Preussen i Tyskland som styvbarn till musikern Hummel och undervisades av Elisabeth Mara och pedagogen Graaf i Haag.
Hon anlände till Sverige 1773 med sin släkting, violinisten Friedrich Benedict Augusti (make till Lovisa Augusti), där hon fick anställning som elev på operateatern i Bollhuset vid Slottsbacken. Hon kontrakterades 1779, då hon debuterade på Drottningholmsteatern som drottningen Myris i Arsene av Charles-Simon Favart. Hon ansågs ”vacker, älsklig och naiv” som person, och ”behagfull och blygsam” som skådespelare och berömdes för sin äkthet, enkelhet och flärdfrihet enligt Marianne Ehrenström sade om henne: ”Hennes mörka ögon kunde till och med röra en sten”.
Under 1780–81 års spelår delade Stading på titelrollen i Iphigenie i Aulis med Marie Louise Marcadet, och omnämns av Hedvig Elisabet Charlotta av Holstein-Gottorp. Hon ska ha gjort succé och då för första gången blivit uppmärksammad på allvar.
Hon spelade Cora i Cora och Alonzo vid invigningen av det nya operahuset 1782 och Margareta Vasa i den största triumfen för den gustavianska operan, Gustav Vasa, 19 januari 1786, som betraktas som hennes genombrott. Andra roller var Myris i Arséne 1779–80 års säsong, Sangaride i Atys 1784–85, Andromake i Andromaque 1785–86, Frigga i Frigga, 1786–87, Elektra i Elektra och Ebba Brahe i Gustav Adolf och Ebba Brahe 1787–88, Ingrid i Folke Birgersson till Ringstad 1792–93, Charlotte i Renaud d'Ast 1795–96, Antigone i Oidipus i Athen 1800–01 mot Kristofer Kristian Karsten och Anais i Anakreon på Samos under 1802–03 års spelår.
Stading blev invald som ledamot 107 av Musikaliska akademien den 2 februari 1788, samma år som Caroline Müller och Lovisa Augusti. Hon uppträdde vid konserter ordnade av akademien, bland annat 1794. Då Lovisa Augusti dog 1790 var det Stading och Caroline Müller som spelade hjältinnerollerna på operascenen i ett helt årtionde. Det masstrycktes idolbilder i silhuett av henne, och hon är den enda vid samma tid som fått sådana bilder tryckta i tre versioner samtidigt.
Hon avslutade sin karriär med full pension då operan stängdes 1806 och reste utomlands. Hon bosatte sig i Tyskland och dog i Dresden. Stading var ogift. Konstnären Evelina Stading har angetts både som hennes dotter och brorsdotter.

## Eftermäle
Gustaf Löwenhielm nämner hennes betydelse på 1800-talet då han poängterar att många av grundarna av den svenska nationalscenen i själva verket var utlänningar:
”Är det omöjligt att engagera herr Berg och fröken Schoultz? – Annars ser jag icke huru Tit. skall kunna undgå att engagera halvvuxna utlänningar. Gustav III:s svenska nationalteater begyntes med den danska fru Müller, den franska fru Marcadet, den tyska mamsell Stading (Franziska Stading), den tyska fru Augusti och den polska fru Karsten. Dessa damer ockuperade vår scen och uppehöllo den ifrån Sorara operans instiktelse och fru Olins liktidiga avgång i början av 1780-talet till år 1800, då fru Desguillons skola hann utkläcka mamsell Wässelia cum celeris.”

## Roller
| År   | Roll           | Produktion                     | Regi | Teater                  |
| ---- | -------------- | ------------------------------ | ---- | ----------------------- |
| 1780 | Myris          | Arsène                         |      | Stora Bollhuset         |
| 1781 | Belise         | Roland                         |      | Stora Bollhuset         |
| 1782 | Cora           | Cora och Alonzo                |      | Gustavianska operahuset |
| 1784 | Sangaride      | Atis                           |      | Gustavianska operahuset |
| 1786 | Margareta Wasa | Gustaf Wasa                    |      | Gustavianska operahuset |
| 1787 | Frigga         | Frigga                         |      | Gustavianska operahuset |
| 1787 | Elektra        | Electra                        |      | Gustavianska operahuset |
| 1788 | Ebba Brahe     | Gustaf Adolf och Ebba Brahe    |      | Gustavianska operahuset |
| 1793 | Ingrid         | Folke Birgersson till Ringstad |      | Gustavianska operahuset |
| 1793 | Azémia         | Azemia                         |      | Gustavianska operahuset |
| 1793 | Edonis         | Alcides inträde i världen      |      | Gustavianska operahuset |
| 1795 | Lodoiska       | Lodoiska av Kreutzer           |      | Gustavianska operahuset |
| 1796 | Charlotte      | Renaud d’Ast                   |      | Gustavianska operahuset |
| 1799 | Babet          | Den unga bruden                |      | Gustavianska operahuset |
| 1803 | Anais          | Anakreon på Samos              |      | Gustavianska operahuset |
| 1803 | Maria          | Torparen                       |      | Gustavianska operahuset |